# Terringzean Castle
Terringzean Castle, auch Taringzean Castle, „Tringan“ gesprochen, ist die Ruine einer Niederungsburg über dem Lugar Water auf dem Gelände von Dumfries House bei Cumnock in der schottischen Council Area East Ayrshire. Historic Scotland hat die Ruine, die auch Craufordstone oder Craufordstoun genannt wurde, als historisches Bauwerk der Kategorie B gelistet. Das Land gehörte einst den Crawfords, wie auch Leifnorris Castle oder Lochnorris Castle, das ebenfalls auf dem Gelände des heutigen Dumfries House stand.

## Geschichte
Der Hügel, auf dem Terringzean Castle steht, war in den 1890er-Jahren mit Weißdornbäumen bedeckt. Den Namen des Burggeländes gibt es in vielen Schreibweisen: Trarizeane, Trarinyean, Terrinzeane, Terringane, Trarynyane, Terrynyene, Torrinzeane etc.

### Heute
2007 kaufte ein Konsortium unter der Führung von Charles, Prince of Wales, an dem verschiedene gemeinnützige Organisationen zur Erhaltung von Denkmälern und der schottische Staat beteiligt waren, vom 7. Marquess Dumfries House mit dem zugehörigen, etwa 8,1 km² großen Gelände.

## Beschreibung

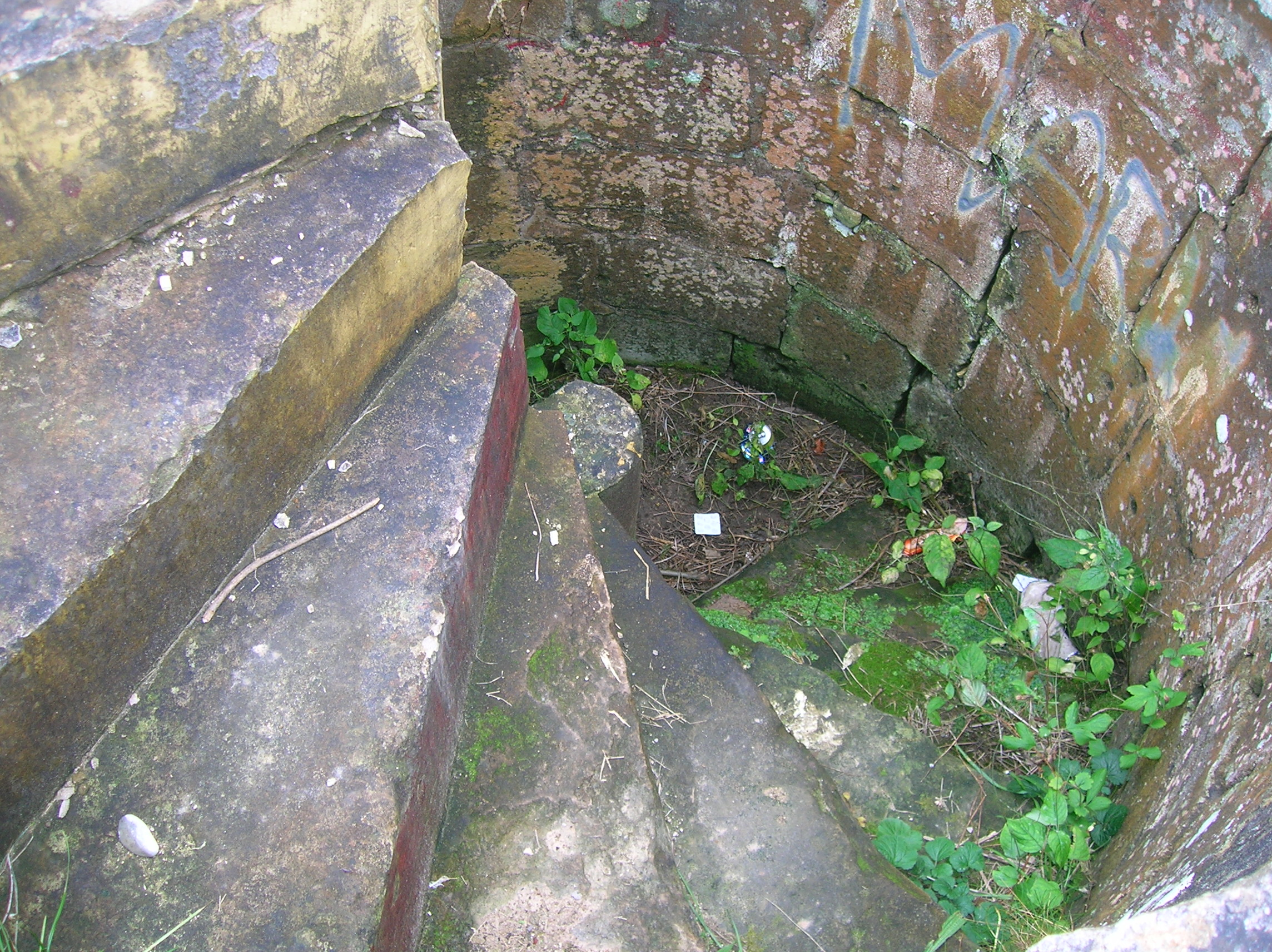
Der heute noch erhaltene Teil der Wendeltreppe

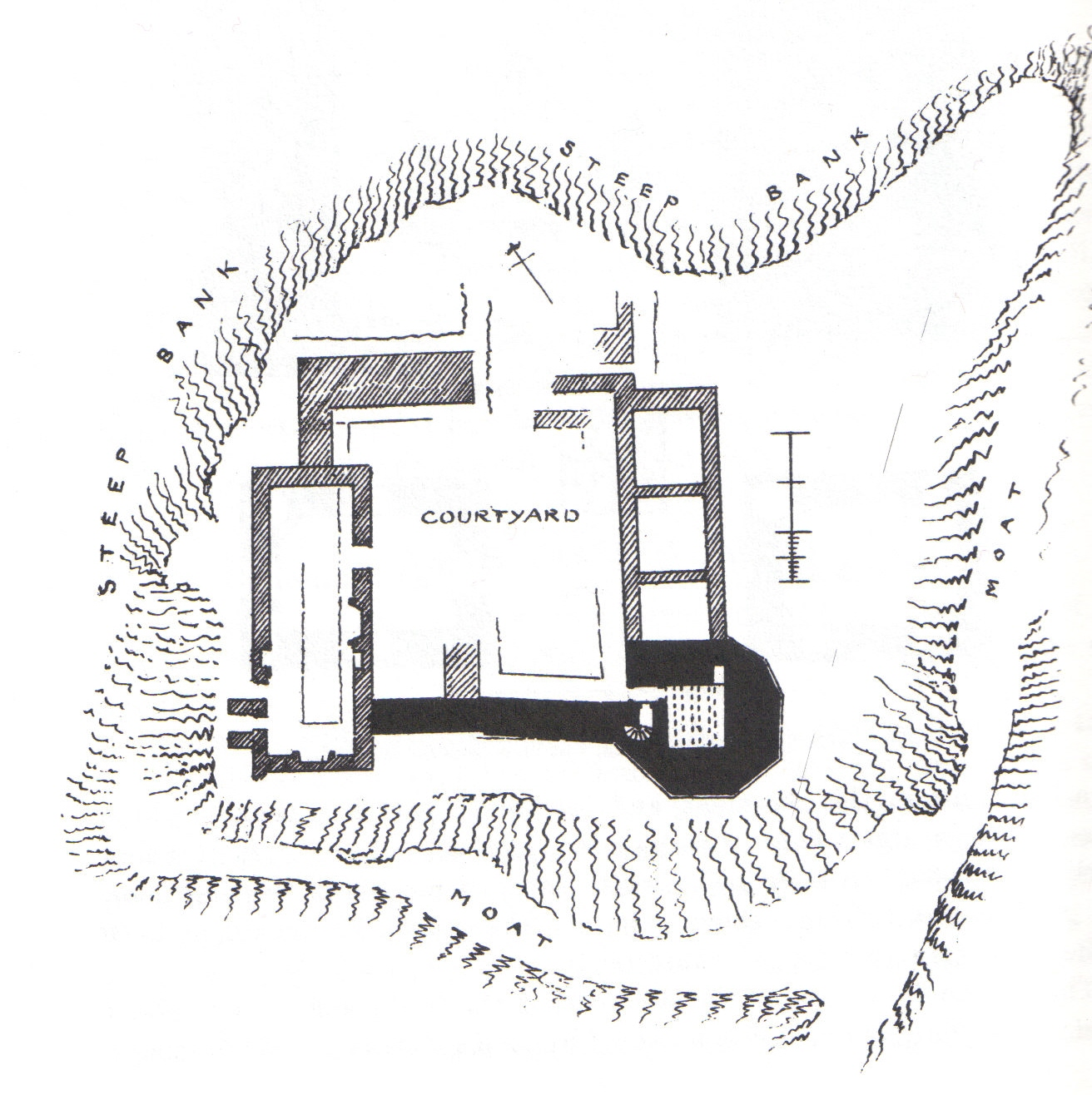
Grundriss der Burg

Terringzean Castle bedeckt den Gipfel einer hohen, steilen Erhebung am Ufer des Lugar Water und des Terringzean Holm. Ein trockener Graben endet an den steilen, natürlichen Hängen; er ist heute noch als Schutzmaßnahme gegen die Annäherung an die Burg von den ebenen Flächen im Südosten und Südwesten aus erkennbar. Das heutige Erscheinungsbild des Grabens ist hauptsächlich auf die Ausgrabungen zurückzuführen, die der 3. Marquess of Bute in den 1890er-Jahren durchführen ließ.
Der kleine, unregelmäßig-achteckig geformte Gewölbeturm aus dem 14. Jahrhundert hat ein ausgeschrägtes Fundament und ist aus Lagen quadratischen Werksteinmauerwerks gebaut. 6 Meter hohe und 2 Meter dicke Mauern hat der älteste Teil des Gebäudes mit der breiten Mauer im Nordwesten. Der Turm hatte eine Gewölbedecke mit drei Rippen und einen Eingang vom Hof aus über einen schmalen Durchgang, der zu einer heute nur noch teilweise erhaltenen Wendeltreppe führte. Die Überreste der Nebengebäude liegen nördlich davon und ein Brunnen war innerhalb des Turms verzeichnet. In diesem Komplex liegt ein ziemlich großer Hof. Die Überreste der Burg wurden schon einmal restauriert, und die Spuren der Ausgrabungen sind deutlich sichtbar. Es ist unklar, auf welche Stellen sich die Aufzeichnungen der Ausgrabungen vom Ende des 19. Jahrhunderts beziehen.
Die Ruinen legen nahe, dass es sich um eine Ringmauerburg wie Loch Doon Castle mit einer massiven Mauereinfriedung gehandelt hat. Vor dieser Einfriedung gab es dort ein mittelalterliches Hallenhaus, möglicherweise aus dem 13. Jahrhundert, was anzeigt, dass es eine noch frühere Befestigung gegeben haben muss. MacGibbon und Ross sahen Übereinstimmungen zwischen dem Turm von Terringzean und dem von Mugdock Castle.